# John Gorrie
John B. Gorrie (3 de outubro de 1803 - 29 de junho de 1855) foi um médico, cientista, inventor do resfriamento mecânico e humanitário estadunidense.

## Juventude
Nascido na Ilha de Nevis, nas Ilhas Leeward das Índias Ocidentais, filho de pais escoceses, em 3 de outubro de 1803, ele passou a infância na Carolina do Sul. Ele recebeu sua educação médica na Faculdade de Médicos e Cirurgiões do Distrito Ocidental de Nova York em Fairfield, Nova York.
Em 1833, mudou-se para Apalachicola, Flórida, uma cidade portuária na costa do Golfo. Além de ser médico residente em dois hospitais, Gorrie era ativo na comunidade. Em várias ocasiões, ele serviu como membro do conselho, Postmaster, Presidente do Banco de Pensacola em Apalachicola, Secretário da Loja Maçônica, e foi um dos fundadores da Igreja Episcopal da Trindade.

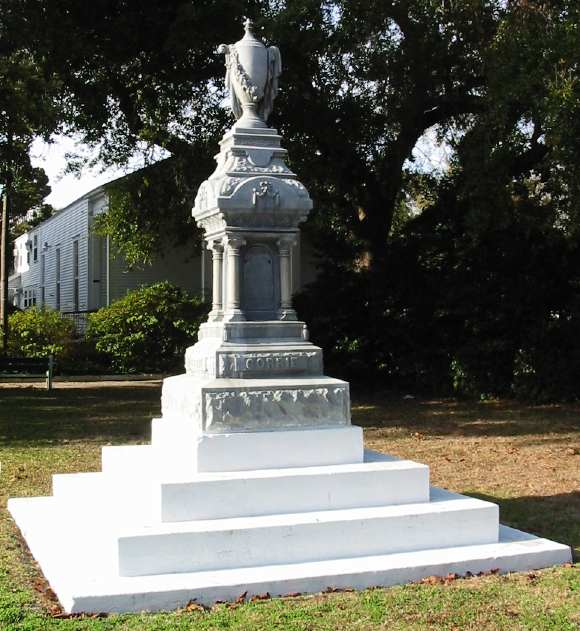
Monumento Gorrie em Apalachicola, Flórida

A pesquisa médica do Dr. Gorrie envolveu o estudo de doenças tropicais. Na época, a teoria de que o ar ruim - 'malária' - causava doenças era uma hipótese prevalente e, com base nessa teoria, ele preconizava a drenagem dos pântanos e o resfriamento dos quartos dos doentes. Para isso, ele resfriava quartos com gelo em uma bacia suspensa no teto. O ar frio, sendo mais pesado, fluía para o paciente e por uma abertura perto do chão.

## Experimentos com resfriamento artificial
Como era necessário transportar gelo de barco dos lagos do norte, Gorrie fez experiências com a fabricação de gelo artificial.
Depois de 1845, Gorrie desistiu de sua prática médica para se dedicar aos produtos de refrigeração. Em 6 de maio de 1851, Gorrie recebeu a patente nº 8080 para uma máquina de fazer gelo. O modelo original desta máquina e os artigos científicos que escreveu estão no Smithsonian Institution. Em 1835, as patentes para "Aparelhos e meios para a produção de gelo e em fluidos de resfriamento" foram concedidas na Inglaterra e na Escócia ao inventor americano Jacob Perkins, que ficou conhecido como "o pai da geladeira". Empobrecido, Gorrie procurou levantar dinheiro para fabricar sua máquina, mas o empreendimento falhou quando seu parceiro morreu. Humilhado pelas críticas, financeiramente arruinado e com a saúde debilitada, Gorrie morreu recluso em 29 de junho de 1855. Ele está enterrado no cemitério de Magnolia. :195
Outra versão do "sistema de refrigeração" de Gorrie  foi usada quando o Presidente James A. Garfield estava morrendo em 1881. Os engenheiros navais construíram uma caixa cheia de panos embebidos em água gelada. Então, ao permitir que o ar quente soprasse nos panos, o dispositivo diminuiu a temperatura ambiente em 20 graus Fahrenheit. O problema com esse método era essencialmente o mesmo que Gorrie tinha. Era necessária uma enorme quantidade de gelo para manter o ambiente resfriado continuamente. No entanto, foi um evento importante na história do ar condicionado. Provou que o Dr. Gorrie teve a ideia certa, mas foi incapaz de capitalizá-la. O primeiro sistema de refrigeração prático em 1854, patenteado em 1855, foi construído por James Harrison em Geelong, Austrália.

## Monumentos e memoriais

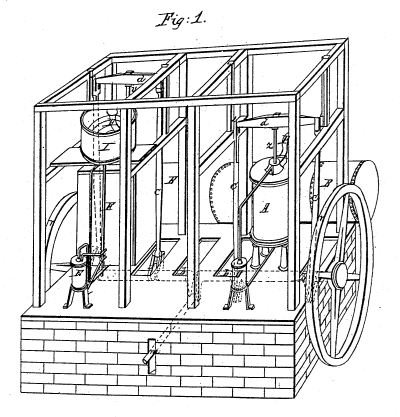
Esquema da máquina de gelo de Gorrie

- Em Apalachicola, a Praça Gorrie foi nomeada em sua homenagem. A praça contém seu túmulo, um monumento e o Museu Estadual John Gorrie.
- A ponte John Gorrie, do outro lado da baía de Apalachicola, conecta Apalachicola com o ponto leste.
- Em 1914, o estado da Flórida deu uma estátua de Gorrie, do escultor C. Adrian Pillars, para a National Statuary Hall Collection .[2]
- John Gorrie Junior High School, agora um prédio de apartamentos chamado The John Gorrie, em Jacksonville e John Gorrie Elementary School em Tampa são nomeados em sua homenagem.
- John Gorrie Dog Park em Riverside Park em Jacksonville, FL foi inaugurado no verão de 2016.
- O Prêmio John Gorrie é concedido a cada ano a um graduado da Faculdade de Medicina da Universidade da Flórida, considerado o "melhor aluno versátil, mostrando a promessa de se tornar um médico do mais alto padrão."